# Crassier
Crassier é uma  comuna suíça do Cantão de Vaud, pertencente ao distrito de Nyon, que fica entre La Rippe, Borex e Arnex-sur-Nyon e Bogis-Bossey, e o País de Gex francês a Oeste,
Com uma área de unicamente 2 km2 tem uma pequena zona ocupada pelas infra-estructuras  de 9% e 80 % dedicada à agricultura.